# Paul Nizan
Ne doit pas être confondu avec Paul Nizon.
Pour les articles homonymes, voir Nizan.
Paul Nizan, né le 7 février 1905 à Tours et mort au combat le 23 mai 1940 à Recques-sur-Hem dans le Pas-de-Calais, est un romancier, philosophe, et journaliste français.
D'abord tenté par le royalisme en raison de traditions familiales, il s'engage dans le Parti communiste français, dont il devient l'un des principaux intellectuels dans les années 1930, et qu'il quitte en 1939 à la suite du pacte germano-soviétique signé par l'URSS avec l'Allemagne nazie. Cette rupture lui vaut les foudres du PCF, qui l'accusera longtemps d'avoir toujours été un traître et un vendu. Cet état de fait contrariera pendant une vingtaine d'années la réception de son œuvre, jusqu'à sa « réhabilitation » symbolisée par la préface de Jean-Paul Sartre à la réédition d'Aden Arabie.
Agrégé de philosophie, il obtient surtout du succès pour ses romans, mais aussi pour son pamphlet Les Chiens de garde. Son œuvre comporte également de nombreuses critiques littéraires parues chaque semaine dans le journal L'Humanité, ainsi qu'un ouvrage de vulgarisation philosophique et des traductions de l'anglais et de l'allemand.
Sa mort à trente-cinq ans en fait pour Jean-Paul Sartre un auteur éternellement jeune, qui n'a pas connu les compromissions de l'après-Seconde Guerre mondiale, et qui parle toujours aux jeunes révoltés : « À présent, que les vieux s'éloignent, qu'ils laissent cet adolescent parler à ses frères ». La célèbre phrase introductive du roman Aden Arabie : « J'avais vingt ans. Je ne laisserai personne dire que c'est le plus bel âge de la vie » devint un des slogans des étudiants en Mai 68,,.
Il est le beau-père du journaliste Olivier Todd et le grand-père du sociologue Emmanuel Todd.

## Biographie

### Années de jeunesse et de formation

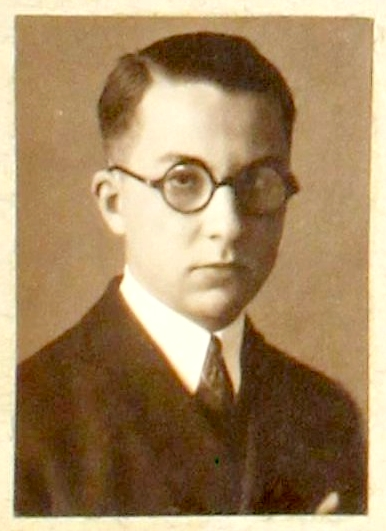
Paul Nizan en 1924, alors qu'il était élève de l’École normale supérieure à Paris.

Paul ou Paul-Yves Nizan (né Paul, Pierre, Yves, Henri), est le fils de Clémentine Métour et de Pierre Nizan, ingénieur des chemins de fer, et le petit-fils d'un ouvrier d'origine bretonne. Son appartenance à la petite bourgeoisie sera, pour lui, difficile à supporter, comme il ressort du portrait qu'il fait de son père dans Antoine Bloyé. Il effectue ses études secondaires au lycée de Périgueux, où il est remarqué pour ses talents scolaires, puis au lycée Henri-IV à partir de 1917, et ses études supérieures (hypokhâgne et khâgne) au lycée Louis-le-Grand à partir d'octobre 1922, où il a pour camarade Jean-Paul Sartre, qui devient rapidement son meilleur ami,. En 1923, il participe à une revue éphémère : La Revue sans titre, dans laquelle il fait paraître deux contes notamment imprégnés des surréalistes (Hécate ou la méprise sentimentale et Complainte du carabin qui disséqua sa petite amie en fumant deux paquets de Maryland) et une critique littéraire qui contient selon Anne Mathieu et François Ouellet « nombre des qualités stylistiques qui feront ses meilleures critiques postérieures ». Nizan, membre du comité directeur de La Revue sans titre permet à Sartre de publier ses premiers écrits.
Reçu à l’École normale supérieure en 1924, il se lie aussi d'amitié avec Raymond Aron. Sartre se souviendra d'ailleurs plus tard de Nizan comme d'un beau jeune homme, toujours bien habillé et plaisant aux femmes : « Je ne me rappelle pas que personne ait désapprouvé les toilettes de Nizan ; nous étions fiers d'avoir un dandy parmi nous ». Les deux amis partagent la même thurne, passent leur scolarité à travailler ensemble, à refaire le monde au bistro et à marcher dans Paris, si bien que Sartre note ironiquement que tout le monde les confondait, comme Léon Brunschvicg, qui le félicita pour Les Chiens de garde, ouvrage de Nizan.
Sur le plan politique, Paul Nizan cherche sa voie. Arrière-arrière-petit-fils d'un royaliste fusillé pendant la Révolution française, il s'inscrit aux Camelots du Roi, les jeunes de l'Action française. En 1924, il collabore au seul numéro de la revue Les Faisceaux de Georges Valois. Il adhère fin 1925 pour quelques mois au mouvement préfasciste de ce dernier, nommé Le Faisceau, premier parti fasciste français aux accents syndicalistes-révolutionnaires. Il s'intéresse à la prise de pouvoir de Benito Mussolini en Italie, porte parfois la chemise du mouvement et invite un des économistes du groupe Le Faisceau à l’École normale pour le présenter aux élèves socialistes (Mussolini étant un ancien socialiste, l'idée existe d'une parenté entre fascisme et socialisme au moment de son arrivée au pouvoir), mais la réunion tourne mal[réf. souhaitée].
En cette année 1924, il lit également Lénine, qu'il emprunte à la bibliothèque de l’École, et dont le programme lui semble moins fantaisiste. Georges Valois lui-même dissout très rapidement son groupe en considérant s'être trompé sur les vertus sociales du fascisme. La même année, Nizan voyage en Italie, alors qu'il s'est déjà rapproché du communisme, et ses lettres à sa fiancée Henriette Alphen montrent surtout son intérêt pour la résistance des communistes face au fascisme.
En 1926-1927, indécis politiquement et en proie à une dépression, il se rend comme précepteur à Aden (Yémen).

### L'intellectuel engagé
À son retour, il adhère au Parti communiste et épouse Henriette Alphen (1907-1993), une cousine de Claude Lévi-Strauss née dans une famille juive bourgeoise. Ils auront deux enfants, Anne-Marie (1928-1985), future épouse du journaliste Olivier Todd et mère du sociologue Emmanuel Todd, et Patrick (1930).
Il passe son diplôme d'études supérieures avec un mémoire sur « la signification », puis traduit avec Sartre la Psychopathologie générale de Karl Jaspers. Sa réputation grandit dans le milieu universitaire. Il participe notamment à la Revue marxiste et à Bifur. En 1929, il est reçu 5e à l'agrégation de philosophie. Il fait son service militaire en 1930, puis l'Université réclame ses services et l'envoie comme professeur à Bourg-en-Bresse.
La publication en 1931 de son premier ouvrage, Aden Arabie (qui débute par les deux phrases devenues célèbres : « J’avais vingt ans. Je ne laisserai personne dire que c’est le plus bel âge de la vie. ») lui permet de se faire un nom dans le milieu littéraire et intellectuel.
Il est nommé professeur de philosophie au lycée Lalande de Bourg-en-Bresse, dont il brossera le tableau dans Présentation d'une ville. Nizan se présente aux élections législatives françaises de 1932 (dans la circonscription de Bresse rurale) comme candidat du parti communiste et recueille 2,7 % des voix. La même année, il publie Les Chiens de garde, réflexion sur le rôle temporel de la philosophie et pamphlet contre ses anciens maîtres, en particulier Henri Bergson et Léon Brunschvicg, et s'engage avec d'autres artistes comme André Malraux, au sein du comité de soutien à Thomas Olszanski, syndicaliste du Nord-Pas-de-Calais, déchu de la citoyenneté française à cause de ses engagements.
En 1933, il publie Antoine Bloyé, où il évoque la « trahison de classe » (comment un homme en vient à « trahir » son groupe d'origine en gravissant les échelons sociaux). Ce livre est considéré par la critique comme le premier roman français relevant du « réalisme socialiste ».
La même année, il participe au lancement de Commune, revue de l’Association des écrivains et artistes révolutionnaires (A.E.A.R.), à laquelle collaborent Henri Barbusse, André Gide, Romain Rolland, Paul Vaillant-Couturier et Louis Aragon.

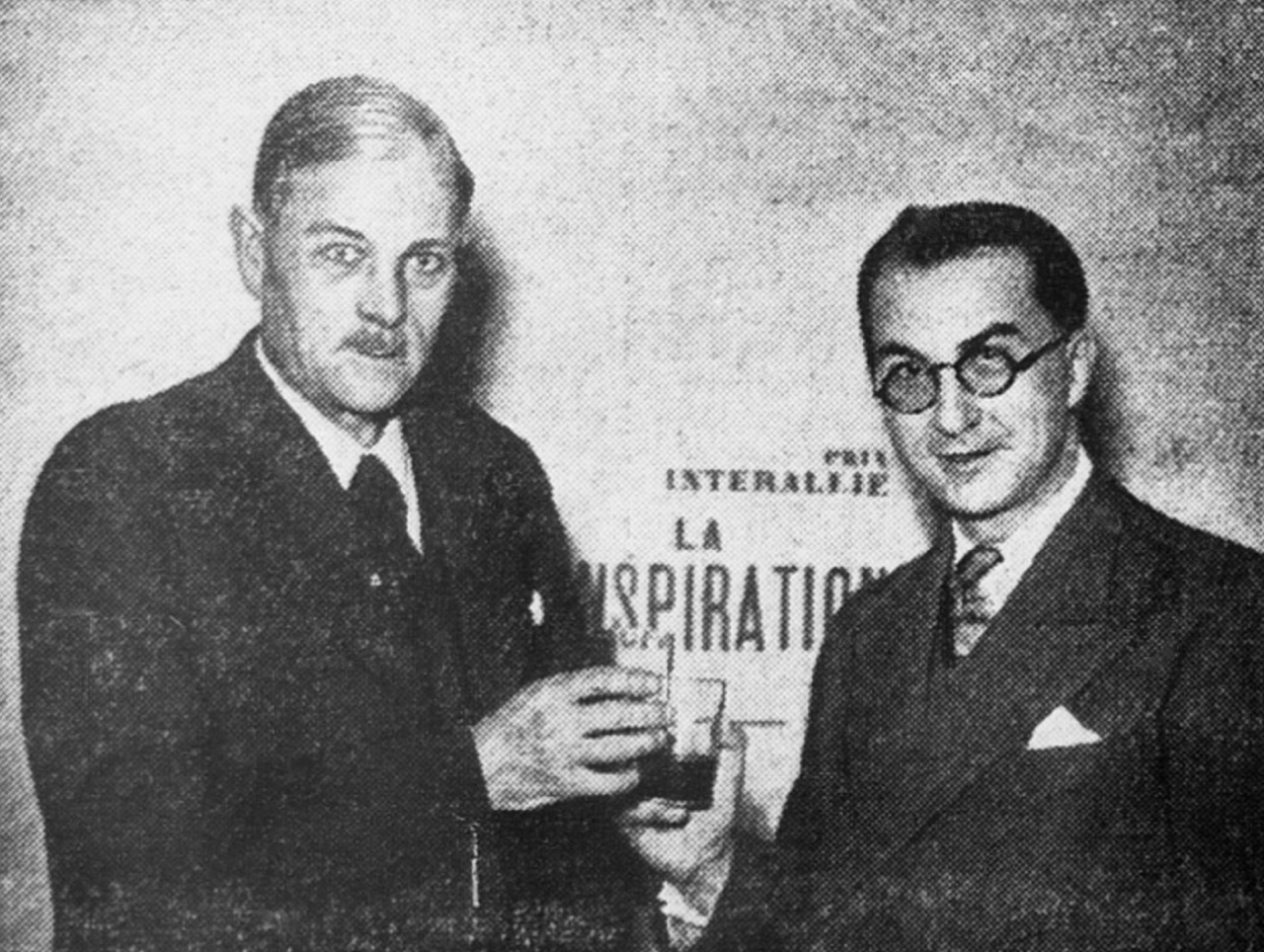
Paul Nizan, prix Interallié, décembre 1938.

Il traduit également coup sur coup, toujours en 1933, L'Amérique tragique de Dreiser et Les Soviets dans les affaires mondiales de Louis Fischer (en). Le premier livre analyse la situation des États-Unis pendant la crise financière, et appelle à imiter l'URSS pour s'en sortir ; le second fait le récit des relations internationales de l'URSS depuis la paix de Brest-Litovsk jusqu'à la victoire de Staline sur Trotsky.
En 1934-1935, Nizan et son épouse Henriette séjournent un an en URSS ; fréquentant surtout les apparatchiks, ils ne croient pas à la réalité des famines soviétiques ni du goulag. Nizan participe au premier congrès de l'Union des écrivains soviétiques, et est également chargé d'organiser le séjour d’écrivains amis, tels André Malraux (avec qui il devient très lié), Louis Aragon ou Romain Rolland. Après le congrès, il s'efforce de maintenir la « flamme antifasciste » et de renforcer l'image d'une Union soviétique humaniste. Il développe dans différents articles notamment les thèmes de la naissance de « l'Homme nouveau », le bonheur de la jeunesse soviétique au travail ou encore la volonté de paix de l'URSS. Alors que des voix commencent à dénoncer l'absence de liberté d'expression en URSS et que certains s'inquiètent de la nature policière du régime, Nizan propage les mérites du « socialisme humain » au pays de Staline et fait partie de ceux qui permettent au Parti de sortir de son isolement.
Ses publications se succèdent durant les années suivantes : Le Cheval de Troie, La Conspiration (prix Interallié), ainsi que des contributions à différentes revues et journaux d'obédience communiste : il écrit dans L'Humanité entre 1935 et 1937, puis dans le quotidien Ce soir entre 1937 et 1939. Il rédige notamment des articles sur la politique étrangère et des critiques littéraires.

### Rupture avec le PCF et mort au combat lors de la bataille de Dunkerque
En août 1939, il rompt avec le PCF à la suite de la signature du pacte germano-soviétique. Sa lettre à Jacques Duclos est très sèche : « Je t'adresse ma démission du P. C. français. Ma situation de soldat mobilisé me dispense de rien ajouter de plus. »
Son motif n'est pas un jugement moral contre l'URSS, il reproche au contraire au PCF d'avoir manqué de cynisme : « il n'y a que les événements qui me confirmeront ou m'infirmeront. Mais non les arguments du type moral. Ce n'est pas parce que je croyais « mal » de la part de l'URSS son accord avec Berlin que j'ai pris la résolution que j'ai prise. C'est précisément parce que j'ai pensé que les communistes français ont manqué du cynisme politique nécessaire et du pouvoir politique de mensonge qu'il eût fallu pour tirer les bénéfices les plus grands d'une opération diplomatique dangereuse. Que n'ont-ils eu l'audace des Russes ? »
Au fond, selon Simone de Beauvoir avec qui il est lié, il se sent trahi. Ses camarades communistes ne lui avaient pas soufflé mot de ce qui se tramait : il pensait qu'ils l'avaient délibérément maintenu dans l'ignorance et il en avait été blessé à mort. Dans une lettre du 8 décembre 1939 à Jean-Paul Sartre, il commente encore l'épisode : « Tout cela est impubliable avant longtemps. Les romans mêmes sont censurés d'une manière qui donne le vertige et je ne pourrais point expliquer maintenant les raisons qui m'ont fait démissionner du Parti communiste. »
Le 23 mai 1940, il meurt au combat au château de Cocove à Recques-sur-Hem, au début de la Seconde Guerre mondiale, lors de l'offensive allemande contre Dunkerque. Son dernier manuscrit n’a pas été retrouvé.

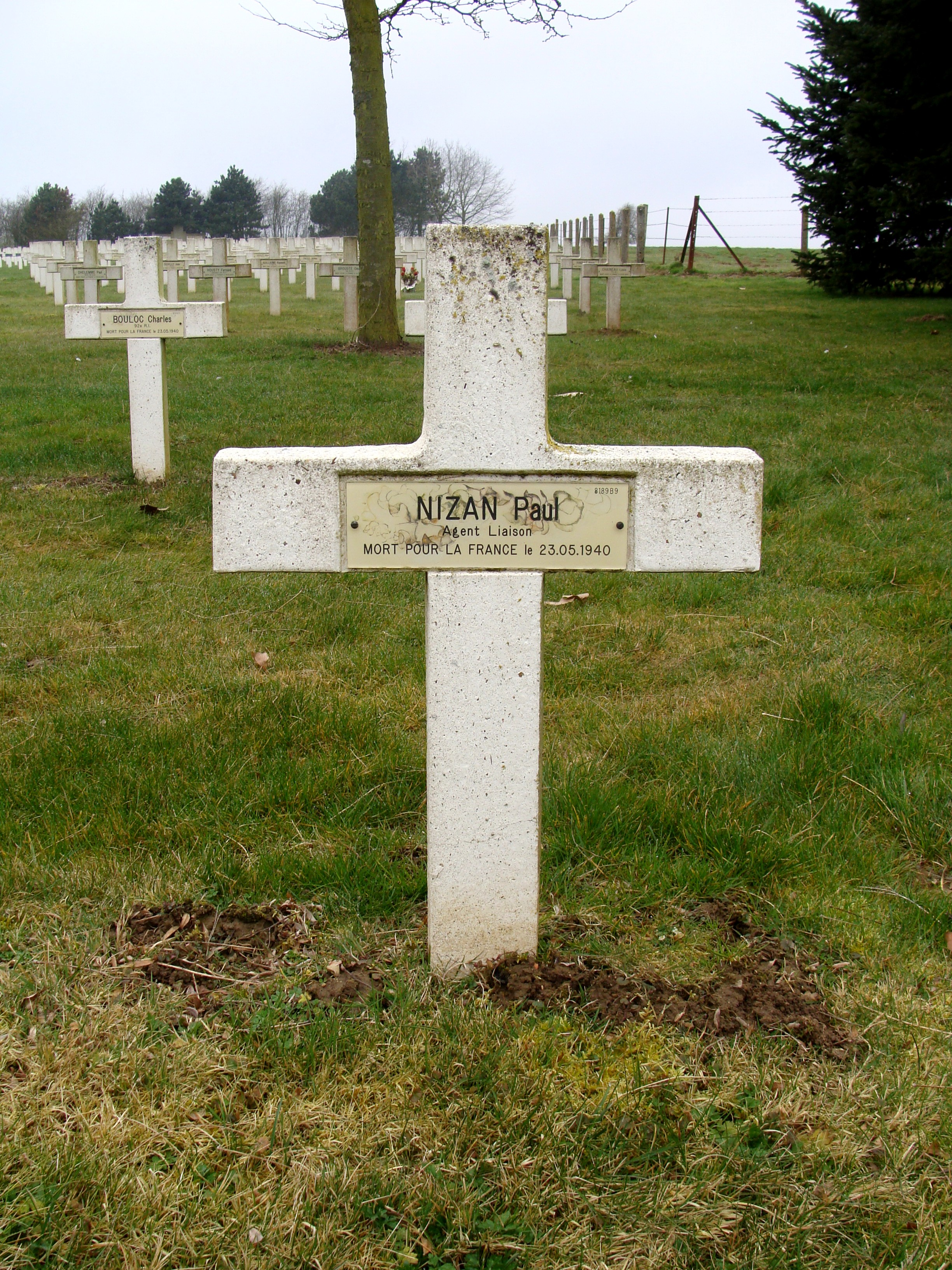
Tombe de Paul Nizan.

Paul Nizan est enterré à la nécropole nationale de la Targette, à Neuville-Saint-Vaast (carré B, rangée 9, tombe no 8189).

## La mémoire de Nizan et le PCF
À la suite de sa rupture avec le Parti communiste, il subit des attaques nombreuses et violentes de la part du parti : en mars 1940, Maurice Thorez signe, dans le journal Die Welt, l'édition allemande de l'organe de la Troisième Internationale, un article intitulé « Les traîtres au pilori », et qualifie Nizan « d'agent de la police ». Durant l'Occupation, un texte émanant du PCF clandestin parle du « policier Nizan ». L'offensive s'amplifie après la guerre ; Louis Aragon participe activement à la marginalisation de Nizan avec son livre Les Communistes (1949), roman dans lequel il apparaît comme un traître sous les traits du policier Orfilat.
La réédition, en 1960, d'Aden Arabie, avec une préface de Jean-Paul Sartre, ouvre la voie à une « réhabilitation » de l'écrivain. Sartre décrit ainsi l'acharnement du Parti communiste à l'encontre de Nizan :

« C'était la faute inexpiable, ce péché de désespérance que le Dieu des chrétiens punit par la damnation. Les communistes ne croient pas à l'Enfer : ils croient au néant. L'anéantissement de Nizan fut décidé. Une balle explosive l'avait, entretemps, frappé derrière la nuque, mais cette liquidation ne satisfit personne : il ne suffisait pas qu'il eût cessé de vivre, il fallait qu'il n'eût pas du tout existé. On persuada les témoins de sa vie qu'ils ne l'avaient pas connu pour de vrai : c'était un traître, un vendu. »

En 1966, pour la réédition des Communistes, Aragon supprime le personnage d'Orfilat. Quant au PCF, il réhabilite Paul Nizan à la fin des années 1970.
Depuis 2007, un jardin porte son nom au cœur du 13e arrondissement de Paris.

## Rôle comme critique littéraire

### Critique littéraire
Dès 1932, et jusqu'en 1939, Paul Nizan écrit régulièrement (presque chaque semaine sauf pendant son voyage en URSS) des critiques littéraires pour L'Humanité et Ce soir, près de huit cents. Ses articles sont très courts et souvent incisifs.
Michel Onfray résume ainsi le schéma critique de Nizan : « Toute littérature réaliste, soucieuse du peuple, du prolétariat, de l'histoire, du progrès, de la dénonciation du capitalisme, est bonne ; toute littérature qui n'est pas bonne est mauvaise. ». De fait, Nizan ne se considère pas comme un théoricien de la littérature, il écrit sur le vif, pressé par le temps, mais ses remarques vont souvent droit au but.
Il y analyse avec finesse des auteurs qui lui sont contemporains, certains très connus aujourd'hui tels Louis-Ferdinand Céline, Marcel Proust, André Gide, Roger Martin du Gard, Jean Giono ou les Surréalistes, et d'autres tombés dans l'oubli. Il est l'un des premiers grands connaisseurs de la littérature anglaise et l'un des premiers intellectuels français à avoir remarqué la jeune littérature américaine dont William Faulkner, Erskine Caldwell, John Steinbeck, Eugene O'Neill. Parmi les œuvres analysées qui sont devenues des classiques figurent L'Été 1914 (septième livre des Thibault), Mort à crédit, Des souris et des hommes et La Nausée.

## Œuvres
- Aden Arabie, Rieder, Paris, 1931 — l'ouvrage est réédité en 1960 par Maspero, avec une préface de Jean-Paul Sartre —[36]
- Les Chiens de garde, Rieder, Paris, 1932 — l'ouvrage est réédité en 1998 par Agone, avec une préface de Serge Halimi —[37]
- Antoine Bloyé, Éditions Grasset, Paris, 1933 [téléchargeable en PDF]
- Traduction de l’Amérique tragique de Theodor Dreiser, Rieder, Paris, 1933
- Traduction de les Soviets dans les affaires mondiales de Louis Fisher, Gallimard, Paris, 1933
- Choix des textes philosophiques pour Morceaux choisis de Marx présenté par Henri Lefebvre et Norbert Guterman, Gallimard, Paris, 1934
- Le Cheval de Troie, Gallimard, Paris, 1935. Réédition Gallimard, L'Imaginaire, 2005, avec une préface de Pascal Ory
- Les Matérialistes de l’Antiquité : Démocrite, Épicure, Lucrèce, Paris, Éditions Sociales Internationales, 1936 (lire en ligne) – réédité en 1968 par Maspero.
- Préface de Le Nationalisme contre les nations de Henri Lefebvre, Éditions Sociales Internationales, Paris, 1937
- Traduction et adaptation des Acharniens d’Aristophane, Éditions Sociales Internationales, Paris, 1937
- La Conspiration, Gallimard, Paris, 1938
- Chronique de septembre, Gallimard, Paris, 1939
- Complainte du carabin qui disséqua sa petite amie en fumant deux paquets de Maryland et Hécate ou la méprise sentimentale. (Deux textes de 1924 parus dans La Revue sans titre.)
- Paul Nizan, intellectuel communiste. Articles et correspondance 1926-1940 présenté par Jean-Jacques Brochier, Maspero, Paris, 1967 – (édition en 2 tomes dans « Petite collection Maspero » 1979, [Lire tome 2 en ligne])
- Pour une nouvelle culture, articles de Nizan réunis et présentés par Susan Suleiman, Grasset, Paris, 1971
- Articles littéraires et politiques, volume I (« Des écrits de jeunesse au 1er Congrès International des écrivains pour la Défense de la Culture », 1923 - 1935). Textes réunis, annotés et présentés par Anne Mathieu, avec une préface de Jacques Deguy, Nantes, Joseph K, 2005.